# Nokia 5300
Nokia 5300 XpressMusic — сотовый телефон серии Nokia Series 40, производится Nokia. Устройство поступило в продажу в третьей четверти 2006 года. Nokia 5300 — один из самых популярных и самых продаваемых телефонов серии XpressMusic.

## Описание
Телефон выполнен в форм-факторе слайдер, имеет экран с разрешением 240 на 320 точек и CMOS-камеру 1.3 МП. Сбоку имеется три кнопки управления плеером (включить плеер, следующая песня, предыдущая песня), при подключении наушников через разъем 2.5 мм появляется возможность прослушивания радио. Также есть разъем для карт памяти MicroSD до 2 ГБ и процессор на 237 Мгц.
На Nokia 5300 можно пользоваться интернетом через GPRS. Телефон мог открывать мобильные версии таких сайтов, как Friendster, Yahoo! Mail, Yahoo! Messenger, Google, YouTube, Multiply и т. д.

## Общие характеристики
| Вес                         | 106 г                                                                                            |
| Габариты                    | 92.4×48.2×20.7 мм                                                                                |
| Форм-фактор                 | Слайдер                                                                                          |
| Аккумулятор                 | Время разговора: 3 часа Время ожидания: 250 часов                                                |
| Экран                       | Тип экрана: LCD (Color TFT/TFD) Отображаемые цвета: 262,144 Размер изображения: 240 на 320 точек |
| ОС                          | Series 40                                                                                        |
| Память                      | 5 MB, до 2 GB microSD карт памяти.                                                               |
| Память телефонной книги     | 1000 номеров                                                                                     |
| Полифония                   | Да                                                                                               |
| Вибрация                    | Да                                                                                               |
| Bluetooth                   | 2.0                                                                                              |
| USB                         | Да, может использоваться в качестве модема                                                       |
| Голосовой набор             | Да                                                                                               |
| Пользовательская графика    | Да                                                                                               |
| Пользовательские мелодии    | Да                                                                                               |
| Режим полета                | Да                                                                                               |
| Веб-браузер                 | XHTML 2.0.                                                                                       |
| Предактивный ввод текста    | Да, T9.                                                                                          |
| Разъем для карты памяти     | microSD (до 2 ГБ)                                                                                |
| MMS                         | Да                                                                                               |
| Текстовые сообщения         | Да                                                                                               |
| Шаблоны текстовых сообщений | Да                                                                                               |
| Музыкальный плеер           | Поддерживаемые форматы: CDA, WAV, MP3, MP4, WMA, AAC, AAC+, eAAC+, M4A, MID, AMR.                |
| FM Радио                    | Да                                                                                               |
| Камера                      | 1.3 МП                                                                                           |
| Воспроизведение видео       | Да                                                                                               |
| Видеосъемка                 | Да                                                                                               |
| Будильник                   | Да                                                                                               |
| Калькулятор                 | Да                                                                                               |
| Календарь                   | Да                                                                                               |
| Игры                        | Да                                                                                               |